# Wanatah (Indiana)
Wanatah es un pueblo ubicado en el condado de LaPorte en el estado estadounidense de Indiana. En el Censo de 2010 tenía una población de 1048 habitantes y una densidad poblacional de 284,75 personas por km².

## Geografía
Wanatah se encuentra ubicado en las coordenadas 41°25′50″N 86°53′33″O / 41.43056, -86.89250. Según la Oficina del Censo de los Estados Unidos, Wanatah tiene una superficie total de 3.68 km², de la cual 3.68 km² corresponden a tierra firme y (0%) 0 km² es agua.

## Demografía
Según el censo de 2010, había 1048 personas residiendo en Wanatah. La densidad de población era de 284,75 hab./km². De los 1048 habitantes, Wanatah estaba compuesto por el 96.85% blancos, el 0.1% eran afroamericanos, el 1.05% eran amerindios, el 0.19% eran asiáticos, el 0.1% eran isleños del Pacífico, el 0.19% eran de otras razas y el 1.53% pertenecían a dos o más razas. Del total de la población el 2.96% eran hispanos o latinos de cualquier raza.